# Duque de Cumberland y Teviotdale
Duque de Cumberland y Teviotdale es un título nobiliario conferido a miembros menores de familia real británica. Su nombre hace referencia a los condados de Cumberland (Inglaterra) y Teviotdale (Escocia).

## Historia
El título de duque de Cumberland ha sido creado en tres ocasiones con las dignidades de par de Inglaterra y Gran Bretaña.
En 1799 el ducado de Cumberland y Teviotdale, con la dignidad de par de Gran Bretaña, fue otorgado al príncipe Ernesto Augusto, quinto hijo del rey Jorge III del Reino Unido. En 1837 Ernesto Augusto se convirtió en rey de Hannover y a su muerte en 1851 el título y el reino fue heredado a su hijo, el rey Jorge V y a la muerte de Jorge en 1878, a su nieto Ernesto Augusto. Aunque en 1866 Hannover fue anexado por Prusia, el rey Jorge murió sin renunciar a sus derechos. Su hijo Ernesto Augusto, manteniendo al mismo tiempo su derecho dinásticos sobre el reino de Hannover, es conocido generalmente por su título de duque de Cumberland y Teviotdale.
El título fue suspendido por actividades proalemanas de Ernesto Augusto durante la Primera Guerra Mundial bajo el Acta de privación de títulos de 1917, de la misma forma que sucedió con su hijo. En virtud al Acta, los herederos varones en línea directa del 3.er Duque de Cumberland y Teviotdale tienen derecho a solicitar a la Corona británica la restauración de sus títulos nobiliarios aunque hasta la fecha ninguno lo ha hecho. En la actualidad, el heredero es el príncipe Ernesto Augusto de Hannover (nacido el 26 de febrero de 1954), bisnieto del 3.er duque y actual jefe de la casa de Hannover.

## Duques de Cumberland y Teviotdale
| Creación por Jorge III | Creación por Jorge III                     | Creación por Jorge III | Creación por Jorge III                                                 | Creación por Jorge III      | Creación por Jorge III                                                                  | Creación por Jorge III |
| #                      | Nombre                                     | Periodo                | Consorte                                                               | Notas                       | Otros título                                                                            |                        |
| ---------------------- | ------------------------------------------ | ---------------------- | ---------------------------------------------------------------------- | --------------------------- | --------------------------------------------------------------------------------------- | ---------------------- |
| 1                      | Príncipe Ernesto Augusto I (1771-1851)     | 1799-1851              | Federica de Mecklemburgo-Strelitz                                      | Hijo de Jorge III           | Conde de Armagh Rey de Hannover desde 1837                                              |                        |
| 2                      | Príncipe Jorge (1819-1878)                 | 1851-1878              | María de Sajonia-Altenburgo                                            | Hijo de Ernesto Augusto I   | Conde de Armagh Rey de Hannover desde 1866                                              |                        |
| 3                      | Príncipe Ernesto Augusto II (1845-1923)    | 1878-1919              | Thyra de Dinamarca                                                     | Hijo de Jorge V             | Conde de Armagh Príncipe heredero de Hannover desde 1866 Duque de Brunswick (1884-1913) |                        |
| Herederos del ducado   |                                            |                        |                                                                        |                             |                                                                                         |                        |
| #                      | Nombre                                     | Periodo                | Consorte                                                               | Notas                       | Otros título                                                                            |                        |
| 3                      | Príncipe Ernesto Augusto II (1845-1923)    | 1878-1919              | Thyra de Dinamarca                                                     | Hijo de Jorge V             | Príncipe heredero de Hannover desde 1866 Duque de Brunswick (1884-1913)                 |                        |
| 4                      | Príncipe Ernesto Augusto III (1887-1953)   | 1923-1953              | Victoria Luisa de Prusia                                               | Hijo de Ernesto Augusto II  | Duque de Brunswick (1913-1918)                                                          |                        |
| 5                      | Príncipe Ernesto Augusto IV (1914-1987)    | 1953-1987              | Ortrudis de Glücksburg (1951-1980) Mónica de Solms-Laubach (1980-1987) | Hijo de Ernesto Augusto III | Príncipe de Hannover Duque de Brunswick y Luneburgo                                     |                        |
| 6                      | Príncipe Ernesto Augusto V (nació en 1954) | Desde 1987             | Chantal Hochuli (1981-1997) Carolina de Mónaco (Desde 1999)            | Hijo de Ernesto Augusto IV  | Príncipe de Hannover Duque de Brunswick y Luneburgo                                     |                        |

El heredero aparente de Ernesto Augusto V es su hijo es el príncipe Ernesto Augusto de Hannover (nacido en 1983).